# Silvius ceras
Silvius ceras är en tvåvingeart som först beskrevs av Townsend 1897.  Silvius ceras ingår i släktet Silvius och familjen bromsar. Inga underarter finns listade i Catalogue of Life.